# Lobesia
Lobesia is een vlindergeslacht uit de familie bladrollers (Tortricidae).

## Soorten
- L. abscisana - Slangenkruidbladroller (Edward Doubleday, 1849)
- L. acroleuca Diakonoff, 1973
- L. aeolopa Meyrick, 1907
- L. albotegula Diakonoff, 1954
- L. amaryllana (Millière, 1875)
- L. ambigua (Diakonoff, 1954)
- L. andereggiana (Herrich-Schäffer, 1851)
- L. archaetypa Diakonoff, 1992
- L. arenacea (Meyrick, 1917)
- L. arescophanes (Turner, 1945)
- L. arguta Bae & Komai, 1991
- L. artemisiana - Bijvoetbladroller (Zeller, 1847)
- L. atrata Diakonoff, 1973
- L. atsushii Bae, 1993
- L. attributana (Kennel, 1901)
- L. bicinctana (Duponchel, 1844)
- L. bisyringnata Bae, 1993
- L. botrana - Druivenbladroller Denis & Schiffermüller, 1775
- L. candida Diakonoff, 1973
- L. carduana (Busck, 1907)
- L. cathedra Clarke, 1976
- L. ceratana (Rebel, 1907)
- L. cetratana (Rebel, 1907)
- L. cinerariae (Nolcken, 1882)
- L. clarisecta Meyrick, 1932
- L. clavosa Diakonoff, 1973
- L. coccophaga Falkovich, 1970
- L. confinitana (Staudinger, 1870)
- L. crimea Falkovitsh, 1970
- L. crithopa Diakonoff, 1957
- L. cunninghamiacola (Liu & Pai, 1977)
- L. characterana (Caradja, 1916)
- L. deltophora (Meyrick, 1921)
- L. duplicata Falkovich, 1971
- L. elasmopyga Diakonoff, 1973
- L. embrithes Diakonoff, 1961
- L. eoplecta (Meyrick, 1925)
- L. euphorbiana - Wolfsmelkbladroller (Freyer, 1842)
- L. extrusana (Walker, 1863)
- L. fetialis (Meyrick, 1920)
- L. fictana (Kennel, 1901)
- L. fuligana (Haworth, 1811)
- L. genialis Meyrick, 1912
- L. glebifera (Meyrick, 1912)
- L. globosterigma Liu & Bae, 1994
- L. harmonia (Meyrick, 1908)
- L. helichrysana (Ragonot, 1879)
- L. hendrickxi (Ghesquière, 1940)
- L. herculeana (Kennel, 1900)
- L. incystata Liu & Yang, 1987
- L. indusiana (Zeller, 1847)
- L. isochroa (Meyrick, 1891)
- L. kurokoi Bae, 1995
- L. leucospilana (Mabille, 1900)
- L. limoniana (Millière, 1860)
- L. lithogonia Diakonoff, 1954
- L. littoralis - Strandkruidbladroller (Westwood & Humphreys, 1845)
- L. longisterigma LIu & Bae, 1994

- L. macroptera LIu & Bae, 1994
- L. matici Stanoiu, 1974
- L. mechanodes (Meyrick, 1936)
- L. melanops Diakonoff, 1956
- L. meliscia (Meyrick, 1910)
- L. metachlora (Meyrick, 1913)
- L. mieae Kawabe, 1980
- L. minuta Diakonoff, 1956
- L. montana Diakonoff, 1954
- L. moriutii Bae, 1995
- L. neptunia (Walsingham, 1908)
- L. occidentis Falkovitsh, 1970
- L. ochronoma Meyrick
- L. orphica (Meyrick, 1920)
- L. orthomorpha (Meyrick, 1928)
- L. oxymochla (Meyrick, 1917)
- L. oxypercna (Meyrick, 1930)
- L. paradisea Diakonoff, 1953
- L. paraphragma (Meyrick, 1922)
- L. parvulana (Walker, 1863)
- L. pattayae Bae, 1995
- L. peltophora (Meyrick, 1911)
- L. peplotoma (Meyrick, 1928)
- L. physophora (Lower, 1901)
- L. porrectana (Zeller, 1847)
- L. postica Bae, 1993
- L. primaria (Meyrick, 1909)
- L. pullana (Kennel, 1900)
- L. pyriformis Bae & Park, 1992
- L. quadratica (Meyrick, 1911)
- L. quadricata (Meyrick, 1911)
- L. quaggana Mann, 1855
- L. rapta Diakonoff, 1957
- L. relicta Diakonoff, 1954
- L. reliquana - Harlekijnbladroller (Hübner, 1825)
- L. reprobata Clarke, 1976
- L. rhipidoma (Meyrick, 1925)
- L. rhombophora Diakonoff, 1954
- L. scorpiodes (Meyrick, 1908)
- L. semosa Diakonoff, 1992
- L. serangodes (Meyrick, 1920)
- L. siamensis Bae, 1995
- L. sitophaga Meyrick, 1922
- L. stenaspis (Meyrick, 1921)
- L. stericta (Meyrick, 1911)
- L. subherculeana (Filipjev, 1924)
- L. sutteri Diakonoff, 1956
- L. symploca (Turner, 1926)
- L. takahiroi Bae, 1996
- L. thlastopa Meyrick, 1937
- L. transtrifera (Meyrick, 1920)
- L. triacanthis Diakonoff, 1992
- L. tritoma Diakonoff, 1953
- L. ultima Diakonoff, 1954
- L. vanillana (de Joannis, 1900)
- L. vectis Diakonoff, 1983
- L. virulenta Bae & Komai, 1991
- L. vittigera (Meyrick, 1932)
- L. xenosema Diakonoff, 1983
- L. xylistis (Lower, 1901)
- L. yasudai Bae & Komai, 1991